# San Mateo (Rizal)
Pour les articles homonymes, voir San Mateo et Mateo (homonymie).
San Mateo est une municipalité de la province de Rizal, aux Philippines.